# Bruno de Solages
Pour les autres membres de la famille, voir Famille de Solages.
Mgr Bruno de Solages, né le 8 août 1895 à Mézens et mort le 14 novembre 1983 à Toulouse, est un prélat français, recteur de l'Institut catholique de Toulouse de 1931 à 1964.

## Biographie
Né dans la famille noble de Solages, fils de Henri de Solages et d'Anne Marie du Parc Locmaria, Bruno de Solages obtient sa licence ès lettres à Paris en 1914, avant d'entrer au Séminaire d'Issy-les-Moulineaux en 1918 et d'être ordonné prêtre en 1922. Chapelain de l'église Saint-Louis-des-Français de Rome, il obtient ses doctorats en droit canonique et en théologie en 1924, puis passe une année à l'École biblique de Jérusalem sous la direction du Père Marie-Joseph Lagrange.
Professeur (jusqu'en 1931), puis recteur de l'Institut catholique de Toulouse, sous l'archiépiscopat de Mgr Jules Saliège, il aide les réfugiés espagnols à la fin des années 1930, puis les réfugiés polonais. Avec son archevêque, le 19 février 1939, il rappelle avec fermeté que l'Église condamne le racisme. Mobilisé en 1939, il indique, dès 1940, qu'il préfère une France victorieuse même conduite par Léon Blum et les francs-maçons à une France vaincue gouvernée par le maréchal Pétain. Il refuse les financements de l’État français pour son institut. Rapidement, il protège des juifs à l'institut avec son cousin l'abbé René de Naurois et devient un des acteurs importants du positionnement de l'église toulousaine contre la persécution ; il est alors menacé de mort par des groupes proches de la collaboration. Arrêté lors de la rafle locale du 8/9 juin 1944, il est déporté.
Il entretient une correspondance fournie avec des personnalités proches de la Nouvelle théologie dont le père Henri de Lubac et surtout Pierre Teilhard de Chardin. Le Père Giovanni Battista Montini (futur pape Paul VI) lui obtient une audience auprès de Pie XII en 1948 à ce sujet. Retiré en 1964, il meurt en novembre 1983 après avoir publié de nombreux ouvrages dont L'Initiation métaphysique : l'Univers, l'Homme, Dieu, la Connaissance (1962) dans lequel il montre sa culture et son esprit, à la fois scientifique et religieux, méthode qu'il applique en particulier à l'évangile de Jean et aux synoptiques. Quoique présenté, son dossier pour devenir Juste parmi les nations n'a pas abouti en raison de l'absence de témoins juifs, à la différence de celui de son frère Maurice.

## Œuvres
- Camille Dupin, tombé au champ d'honneur, sa vie, ses essais littéraires, 1895-1917, Éd. de la « Revue Montalembert », Paris, 1920, 237 p.
- Mgr de Solages & Abbé Cl. Mauriès, Le Christianisme dans la vie publique, Spes, Paris, 1937.
- La Théologie de la guerre juste, genèse et orientation..., Desclée de Brouwer, Paris, 1946, 157 p.
- Mgr de Solages & Chanoine Mauriès, Billets de Christianus, Spes, Paris, 1948, 159 p.
- Le Livre de l'espérance. L'Âme, Dieu, la Destinée, Spes, Paris, 1954.
- Synopse grecque des Évangiles / méthode nouvelle pour résoudre le problème synoptique, Leiden & Brill, Toulouse : Institut catholique , 1958, 1128 p.
- Teilhard de Chardin, Privat, Toulouse, 1966, 399 p.